# Witold Lutosławski
Witold Roman Lutosławski (Varsavia, 25 gennaio 1913 – Varsavia, 7 febbraio 1994) è stato un compositore e direttore d'orchestra polacco, uno dei maggiori compositori europei del XX secolo, e uno dei più importanti musicisti polacchi degli ultimi decenni.
Lutoslawski fu studente del famoso professore Witold Maliszewski (1873 - 1939). Fu autore sensibile alla tradizione polacca quanto allo sperimentalismo dell'avanguardia viennese non rinnegando alcuni lasciti ineludibili del suo tempo, da Bartók a Schönberg, da Prokof’ev a Stravinskij.
Nel 1967 vinse il Premio Herder.
Nel 1986 avviene la prima esecuzione assoluta nella Tonhalle di Zurigo di "Chain II", dialogo per violino e orchestra di sua composizione con Anne-Sophie Mutter.
Attivo anche come direttore d'orchestra, nel 1993, alla veneranda età di ottant'anni, dirige la Los Angeles Philharmonic Orchestra nella prima esecuzione della Quarta sinfonia, che era stata commissionata dalla stessa orchestra.
Ha composto per la radio e il cinema mentre per il teatro le sue composizioni si limitano a musiche di scena. Corposa è la sua composizione di musica da camera.

## Composizioni principali
- Musica funebre per archi in memoria di Bartók
- Un concerto per orchestra
- Jeux vénitiens
- Livre pour orchestre
- 4 sinfonie. Nel 1983 Georg Solti diresse la prima esecuzione assoluta nell'Orchestra Hall di Chicago della Sinfonia n. 3.
- Concerto per violoncello
- Concerto per pianoforte
- Doppio concerto per oboe e arpa
- Quartetto per archi
- Paganini Variations per due pianoforti
- Due studi per pianoforte

## Pubblicazioni
- W. Lutosławski Postscriptum. Riflessioni di un compositore contemporaneo. Scelta e preparazione dei testi di K. Meyer e D. Gwizdalanka. Traduzione dal polacco di E. Borkowska Lanzi e M. Traverso. Genova, 2004;